# استان جبل‌الغربی
استان جبل غربی (به عربی: شعبیة الجبل الغربی) یک استان‌های کشور لیبی است که در شمالغربی این کشور واقع شده‌است.

## خصوصیات
استان جبل غربی بالغ بر ۳۰۴٬۱۵۹ نفر جمعیت دارد.